# R. c. B. (KG)
R. c. B. (KG)  (connu sous le nom d'affaire KGB) est un arrêt de principe de la Cour suprême du Canada dans le domaine de la preuve pénale, concernant l'admissibilité de déclarations antérieures incompatibles comme preuve de la véracité de leur contenu. 
Avant cette affaire, des déclarations antérieures incompatibles faites par un témoin autre qu'un accusé pouvaient simplement être utilisées pour attaquer la crédibilité du témoin, et non à des fins substantielles. En l'espèce, la Cour a statué que si les déclarations satisfont aux critères de nécessité et de fiabilité, elles peuvent alors être admises à titre d'exception à la règle du ouï-dire.

## Les faits
Quatre jeunes ont été impliqués dans une bagarre avec deux hommes. Un jeune a sorti un couteau et a poignardé l'un des hommes, le tuant. Au cours de l'enquête, chaque jeune a été interrogé devant une caméra en présence de sa famille ou de son avocat. Dans trois des déclarations, il a été fait référence au décès probablement causé par K.G.B., l'un des quatre jeunes.
Au procès, cependant, les jeunes se sont rétractés de leurs déclarations enregistrées sur vidéo et ont affirmé qu'ils avaient menti pour se disculper. Le juge du procès a suivi la règle orthodoxe des déclarations antérieures incompatibles et n'a autorisé le jury à utiliser les déclarations que pour attaquer la crédibilité plutôt que pour prouver un fait. K.G.B. a été acquitté et la décision a été confirmée en appel.
La question dont était saisie la Cour suprême du Canada était de savoir si les déclarations enregistrées pouvaient être présentées comme preuve de la véracité de leur contenu en vertu de l'exception de principe au ouï-dire.

## Jugement
Le juge en chef Antonio Lamer, au nom de la majorité, a conclu que les déclarations étaient admissibles. Il a accueilli l'appel et ordonné un nouveau procès.

## Motifs du jugement
L'exception de principe au ouï-dire, telle que décrite dans R. c. Khan et R. c. Smith, exige que la déclaration soit fiable et nécessaire. Le juge en chef Lamer a adopté ces deux critères pour formuler le critère d'admissibilité des déclarations antérieures incompatibles. 
- Premièrement, « si la déclaration est faite sous serment ou affirmation ou déclaration solennelles après une mise en garde expresse au témoin quant à l'existence de sanctions criminelles sévères à l'égard d'une fausse déclaration ».
- Deuxièmement, « si la déclaration est enregistrée intégralement sur bande vidéo».
- Troisièmement, « si la partie adverse ‑‑ accusation ou défense ‑‑ a la possibilité voulue de contre‑interroger le témoin au sujet de la déclaration. ».

Le juge en chef Lamer a également précisé que des garants de fiabilité substituts pourraient être acceptés à la place de ces lignes directrices strictes, dans certains cas.